# Feia nympha
Feia nympha és una espècie de peix de la família dels gòbids i de l'ordre dels perciformes.

## Hàbitat
És un peix marí, de clima tropical i demersal.

## Distribució geogràfica
Es troba a Austràlia, Indonèsia, el Japó, Moçambic, les Seychelles i Tonga.

## Observacions
És inofensiu per als humans.